# Acrocinus longimanus
Acrocinus longimanus (denominado popularmente, em português (BRA)ː arlequim, arlequim-da-mata, arlequim-grande, arlequim-de-caiena, besouro-da-figueira e broca-da-jaqueira; em castelhanoː escarabajo arlequín (COL; VEN), aserrador arlequín (VEN), arlequín de cayena (ARG); em inglêsː harlequin beetle) é um inseto da ordem Coleoptera e da família Cerambycidae, subfamília Lamiinae; um besouro cujo habitat são as florestas tropicais da região neotropical, desde o sul do México até o Brasil e norte da Argentina, incluindo as ilhas caribenhas de Trindade e Tobago; mas não avistado no Chile e no Uruguai.
A espécie fora descrita em 1758, por Carolus Linnaeus, com a denominação Cerambyx longimanus, em sua obra Systema Naturae (com sua localidade-tipo descrita como America), sendo a única espécie do gênero Acrocinus (táxon monotípico), criado por Johann Karl Wilhelm Illiger em 1806; apresentando dimorfismo sexual aparente, com machos possuindo suas pernas anteriores muito mais desenvolvidas que as das fêmeas, chegando a atingir duas vezes o comprimento de seus corpos e podendo exibir certo grau de curvatura e cerca de 15 centímetros; daí provindo o seu epíteto específico latinoː longimanus. Está relatado que eles usam suas pernas dianteiras em brigas com outros machos para monopolizar locais adequados de acasalamento e para a oviposição das fêmeas, mantendo suas pernas perpendiculares ao corpo e dando cabeçadas e mordidas em seus rivais.

## Descrição
Machos e fêmeas possuem a mesma coloração vistosa, porém eficiente para se camuflar na casca dos troncos cobertos de líquens e fungos das árvores onde se aninham; sendo besouros grandes, com comprimento de corpo variando de 4,3 a 7,5 ou 7,6 centímetros e dotados de antenas pretas e filiformes, mais longas que o comprimento do corpo, com pequenas manchas alaranjadas nas suas junções; além de protórax com tubérculos longos, em forma de espinhos, um de cada lado, e élitros com fundo preto e padrões simétricos em amarelo-esverdeado a laranja-avermelhado (o que lhes valeu a denominação de "arlequim"), além de serem cobertos por densa pubescência. O comprimento das pernas dianteiras dos machos é duas vezes maior que o comprimento das pernas dianteiras das fêmeas, que não apresentam a grande curvatura dos machos em sua porção superior.

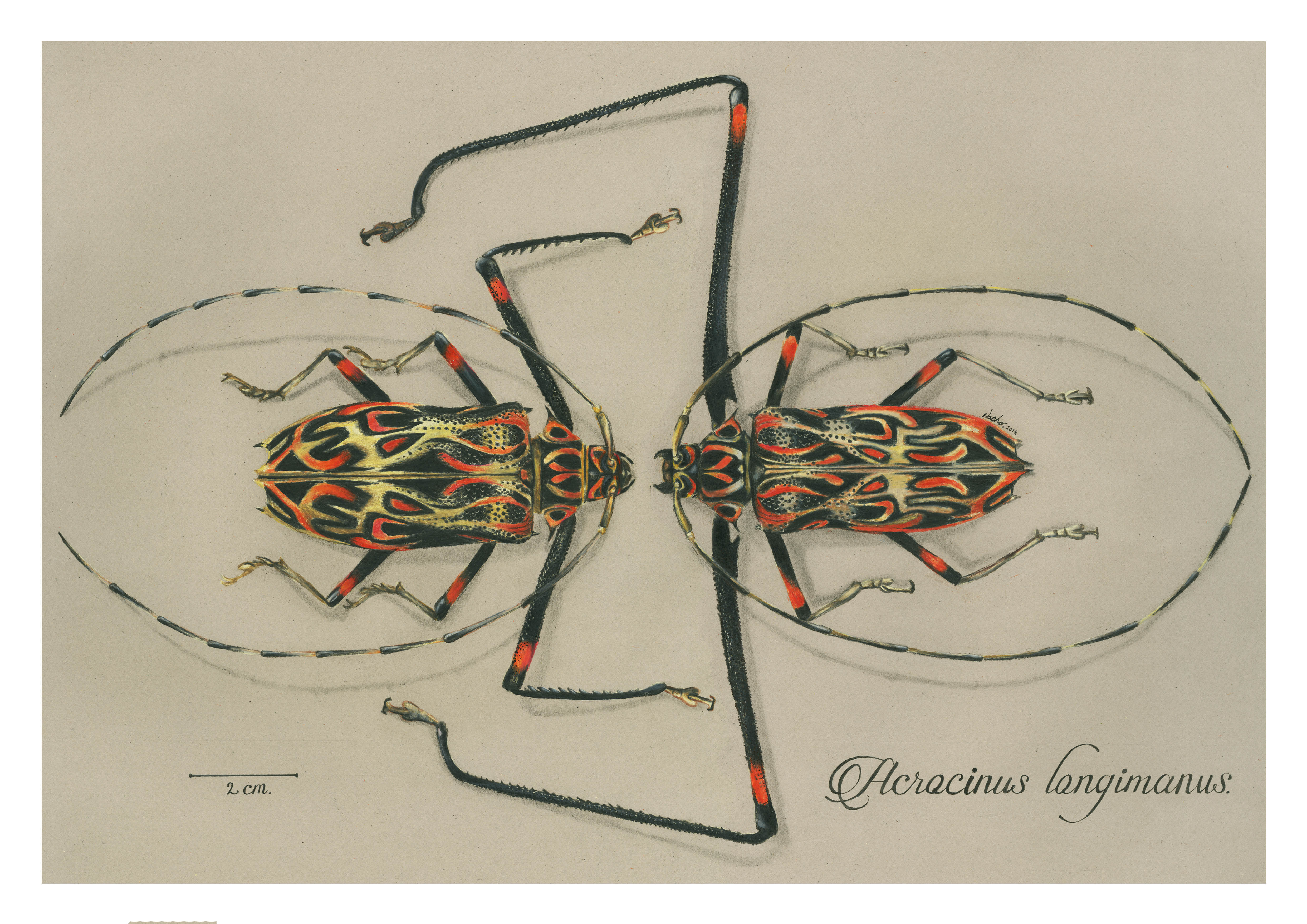
Ilustração do macho (direita) e fêmea (esquerda) do besouro A. longimanus.

## Som
Este inseto é capaz de produzir um som audível aos seres humanos, quando manipulado ou importunado.

## Biologia
Indivíduos adultos de Acrocinus longimanus possuem atividade diurna, mas também são atraídos pela luz artificial noturna. Sobre sua biologia escreveu Gregório Bondar, no texto "Novos pormenores sobre a biologia do arlequim-da-mata" (publicado em Chácaras & Quintais, São Paulo, vol. 34, p. 245-247, 1926), que esta espécie dá preferência por árvores definhadas ou em vias de se extinguir, atingidas pelo fogo, machado, ou recém derrubadas e que, na falta destas, podem aceitar árvores em perfeita saúde, também dando a sua maior preferência por árvores da família Moraceae. Nelas, as fêmeas desovam em média 11 e podendo variar, sua postura, de 8 a 20 ovos brancos e compridos; fazendo incisões horizontais de 2 centímetros, nos troncos, com suas mandíbulas e voando, depois, para outras paragens.
As larvas nascem entre 6 a 8 dias após a postura e se desenvolvem por 1 ou 2 anos até atingir a maturidade, fazendo galerias logo abaixo da casca e que aumentam com seu crescimento até atingir o lenho; possuindo, as larvas, uma forma cilíndrica, levemente ovalada, e medindo até 14 centímetros de comprimento quando desenvolvidas. A serragem decorrente desta atividade é expelida pelos orifícios de abertura, na casca, e se acumula na base dos troncos, até a formação da pupa; sendo que fêmeas as apresentam um pouco menores do que os machos. Antes da metamorfose a entrada da galeria é vedada contra o ataque de predadores. Os adultos são principalmente herbívoros, mas há casos em que se alimentaram de excrementos de animais.

## Lista de espécies e gêneros de árvores utilizadas por larvas deA. longimanus
- Couma guianensis (sorva ou sorveira) — Apocynaceae
- Parahancornia fasciculata (amapá-amargoso) — Apocynaceae
- Caryocar brasiliense (pequizeiro, piqui, piquiá e pequiá) — Caryocaraceae
- Lonchocarpus spruceanus — Fabaceae[16]
- Lonchocarpus cultratus (embira-de-sapo) — Fabaceae[19]
- Enterolobium contortisiliquum (tamboril, timbaúva e outros nomes locais) — Fabaceae
- Inga (ingá) — Fabaceae
- Persea — Lauraceae
- Ceiba speciosa (paineira) — Malvaceae
- Guazuma ulmifolia (mutamba e diversos outros nomes locais) — Malvaceae
- Artocarpus altilis (fruta-pão) — Moraceae
- Artocarpus heterophyllus (jaqueira) — Moraceae
- Bagassa guianensis — Moraceae
- Brosimum — Moraceae
- Castilla elastica (árvore-da-borracha-do-panamá) — Moraceae
- Chlorophora — Moraceae
- Ficus (figueira ou gameleira) — Moraceae
- Maclura pomifera (laranjeira-de-osage e pau-d'arco) — Moraceae
- Maclura tinctoria — Moraceae
- Perebea mollis — Moraceae
- Eucalyptus tereticornis (eucalipto) — Myrtaceae[16]

## Forésia
Nesta espécie é possível se avistar a forésia na presença de aracnídeos da ordem Pseudoscorpionida (pseudoescorpiões) pertencentes às espécies Cordylochernes scorpioides (a primeira descrita, em 1905), Parachelifer lativittatus e Lustrochernes intermedius, sob os seus élitros e asas; que se alimentam de pequenos ácaros que parasitam o besouro; sendo transportados, sem cair, graças aos fios de seda gerados por glândulas em suas garras.

## Uso humano
Entre as principais ameaças do homem para esta espécie estão a destruição de seu habitat (desmatamento) e também, devido à sua aparência marcante, a coleta por colecionadores e entomologistas leigos ou estudantes. Apesar de sua aparência apossemática é um inseto sem perigo de manipulação. Na cultura popular do Brasil a espécie já estampou a capa do álbum "O Cair da Tarde", lançado em 1997 pelo cantor de MPB Ney Matogrosso.